# ناحیه أولاد خضیر
ناحیه أولاد خضیر (به عربی: دائرة أولاد خضیر) یک ناحیه در الجزایر است که در استان بشار واقع شده‌است.

## خصوصیات
ناحیه أولاد خضیر ۴٬۱۴۰ کیلومترمربع مساحت و ۷٬۴۳۸ نفر جمعیت دارد.